# (65407) 2002 RP120
(65407) 2002 RP120 – planetoida z grupy obiektów transneptunowych, zaliczana też do grupy damokloidów.

## Odkrycie
Została odkryta 4 września 2002 roku w programie LONEOS przez Briana Skiffa. Planetoida nie ma jeszcze nazwy własnej, a jedynie oznaczenie tymczasowe i stały numer.

## Orbita
(65407) 2002 RP120 obiega Słońce w ciągu około 405 lat w średniej odległości 54,78 j.a., po orbicie o bardzo dużym mimośrodzie wynoszącym ponad 0,95. Dlatego w peryhelium (2,4759 j.a.) swojej orbity przecina orbitę Marsa, a w aphelium (107,08 j.a.) znajduje się wewnątrz obszaru typowego dla obiektów dysku rozproszonego.
Jest to obiekt należący również do grupy damokloidów, cechujący się najprawdopodobniej kometarnym pochodzeniem.